# Arne Weel
Arne Weel (15 de janeiro de 1891 — 2 de outubro de 1975) foi um ator e diretor dinamarquês. Como ator, atuou em 17 filmes entre 1910 e 1967. Também dirigiu filmes entre 1935 e 1950.